# Voleybol 2. Ligi 2015-2016 (femminile)
La Voleybol 2. Ligi 2015-2016 si è svolta dal 2015 al 2016: al torneo hanno partecipato ventotto squadre di club turche e la vittoria finale è andata al Beşiktaş.

## Regolamento

### Formula
È prevista una regular season in cui le ventotto formazioni iscritte al torneo gareggiano in due gironi da quattordici squadre ciascuno, disputando gare di andata e ritorno per un totale di ventidue incontri:
- Le ultime due classificate di ciascun girone retrocedono direttamente in Voleybol 3. Ligi;
- Le prime quattro classificate dei due gironi accedono alle semifinali dei play-off promozione, dove vengono nuovamente divise in due gruppi, questa volta da quattro squadre ciascuno, disputando un round-robin;
- Le prime due classificate alle semifinali dei play-off promozione accedono alla finale dei play-off promozione, che le vede protagoniste di un nuovo round-robin, concluso il quale le prime due classificate sono promosse in Voleybol 1. Ligi.

## Torneo

### Regular season

#### Girone A - Classifica
| Pos. | Squadra        | Pt | G  | V  | P  | SV | SP | Ratio | PF    | PS    | Ratio |
| ---- | -------------- | -- | -- | -- | -- | -- | -- | ----- | ----- | ----- | ----- |
| 1.   | Seramiksan     | 71 | 26 | 24 | 2  | 75 | 18 | 4.167 | 2 233 | 1 717 | 1.300 |
| 2.   | Beşiktaş       | 69 | 26 | 23 | 3  | 71 | 15 | 4.733 | 2 090 | 1 568 | 1.332 |
| 3.   | Balıkesir BB   | 68 | 26 | 23 | 3  | 72 | 20 | 3.600 | 2 154 | 1 742 | 1.236 |
| 4.   | Manisa BB      | 52 | 26 | 17 | 9  | 57 | 34 | 1.676 | 2 072 | 1 925 | 1.076 |
| 5.   | Yeşilyurt      | 47 | 26 | 16 | 10 | 59 | 44 | 1.341 | 2 285 | 2 148 | 1.063 |
| 6.   | Arkas          | 44 | 26 | 16 | 10 | 55 | 44 | 1.250 | 2 150 | 2 067 | 1.040 |
| 7.   | Karşıyaka      | 41 | 26 | 13 | 13 | 49 | 46 | 1.065 | 2 077 | 2 070 | 1.003 |
| 8.   | Maltepe        | 34 | 26 | 11 | 15 | 43 | 52 | 0.827 | 1 948 | 2 042 | 0.954 |
| 9.   | Rota Koleji    | 32 | 26 | 11 | 15 | 48 | 59 | 0.814 | 2 242 | 2 328 | 0.963 |
| 10.  | Yeşil Bayramiç | 31 | 26 | 11 | 15 | 42 | 55 | 0.764 | 2 122 | 2 228 | 0.952 |
| 11.  | Arma Yaşam     | 22 | 26 | 7  | 19 | 34 | 65 | 0.523 | 1 948 | 2 260 | 0.861 |
| 12.  | Işıkkent       | 18 | 26 | 5  | 21 | 28 | 66 | 0.424 | 1 844 | 2 226 | 0.828 |
| 13.  | FMV Işık       | 11 | 26 | 3  | 23 | 20 | 72 | 0.278 | 1 801 | 2 164 | 0.832 |
| 14.  | İstanbul BB    | 6  | 26 | 2  | 24 | 13 | 76 | 0.171 | 1 650 | 2 131 | 0.774 |

| Qualificate ai play-off promozione | Retrocesse in Voleybol 3. Ligi |

#### Girone B - Classifica
| Pos. | Squadra                  | Pt | G  | V  | P  | SV | SP | Ratio | PF    | PS    | Ratio |
| ---- | ------------------------ | -- | -- | -- | -- | -- | -- | ----- | ----- | ----- | ----- |
| 1.   | Pursaklar                | 65 | 26 | 22 | 4  | 71 | 20 | 3.550 | 2 133 | 1 664 | 1.281 |
| 2.   | Ordu Telekom             | 63 | 26 | 22 | 4  | 70 | 25 | 2.800 | 2 182 | 1 820 | 1.198 |
| 3.   | Numune                   | 62 | 26 | 21 | 5  | 69 | 28 | 2.464 | 2 254 | 1 846 | 1.221 |
| 4.   | Bolu                     | 60 | 26 | 22 | 4  | 68 | 26 | 2.615 | 2 170 | 1 688 | 1.285 |
| 5.   | 19 Mayıs                 | 54 | 26 | 17 | 9  | 61 | 35 | 1.743 | 2 178 | 1 942 | 1.121 |
| 6.   | Karayolları              | 48 | 26 | 16 | 10 | 58 | 41 | 1.415 | 2 179 | 1 939 | 1.123 |
| 7.   | TED Ankara               | 39 | 26 | 14 | 12 | 51 | 48 | 1.063 | 2 109 | 2 102 | 1.003 |
| 8.   | Gümüşhane Gençlerbirliği | 38 | 26 | 12 | 14 | 48 | 53 | 0.906 | 2 116 | 2 187 | 0.967 |
| 9.   | Bartın Polis Gücü        | 32 | 26 | 10 | 16 | 44 | 54 | 0.815 | 2 054 | 2 104 | 0.976 |
| 10.  | Kazan                    | 32 | 26 | 10 | 16 | 41 | 58 | 0.707 | 2 037 | 2 186 | 0.931 |
| 11.  | Yeni Hendek              | 21 | 26 | 6  | 20 | 32 | 66 | 0.485 | 1 927 | 2 180 | 0.883 |
| 12.  | Elazığ İl Özel İdare     | 15 | 26 | 6  | 20 | 24 | 67 | 0.358 | 1 650 | 2 128 | 0.775 |
| 13.  | Antalya BB               | 15 | 26 | 4  | 22 | 24 | 67 | 0.358 | 1 678 | 2 117 | 0.792 |
| 14.  | TVF Spor Lisesi          | 2  | 26 | 0  | 26 | 5  | 78 | 0.064 | 1 266 | 2 030 | 0.623 |

| Qualificate ai play-off promozione | Retrocesse in Voleybol 3. Ligi |

### Play-off promozione

#### Semifinali

##### Gruppo 1 - Classifica
| Pos. | Squadra      | Pt | G | V | P | SV | SP | Ratio | PF  | PS  | Ratio |
| ---- | ------------ | -- | - | - | - | -- | -- | ----- | --- | --- | ----- |
| 1.   | Seramiksan   | 8  | 3 | 3 | 0 | 9  | 4  | 2.250 | 312 | 233 | 1.339 |
| 2.   | Manisa BB    | 5  | 3 | 2 | 1 | 7  | 5  | 1.400 | 245 | 248 | 0.987 |
| 3.   | Ordu Telekom | 5  | 3 | 1 | 2 | 7  | 7  | 1.000 | 298 | 299 | 0.996 |
| 4.   | Numune       | 0  | 3 | 0 | 3 | 9  | 2  | 0.222 | 195 | 270 | 0.722 |

| Qualificate in finale ai play-off promozione |

##### Gruppo 2 - Classifica
| Pos. | Squadra      | Pt | G | V | P | SV | SP | Ratio | PF  | PS  | Ratio |
| ---- | ------------ | -- | - | - | - | -- | -- | ----- | --- | --- | ----- |
| 1.   | Beşiktaş     | 9  | 3 | 3 | 0 | 9  | 2  | 4.500 | 271 | 230 | 1.178 |
| 2.   | Balıkesir BB | 6  | 3 | 2 | 1 | 6  | 4  | 1.500 | 221 | 213 | 1.037 |
| 3.   | Bolu         | 3  | 3 | 1 | 2 | 5  | 7  | 0.714 | 267 | 266 | 1.003 |
| 4.   | Pursaklar    | 0  | 3 | 0 | 3 | 2  | 9  | 0.222 | 214 | 264 | 0.810 |

| Qualificate in finale ai play-off promozione |

#### Finale

##### Classifica
| Pos. | Squadra      | Pt | G | V | P | SV | SP | Ratio | PF  | PS  | Ratio |
| ---- | ------------ | -- | - | - | - | -- | -- | ----- | --- | --- | ----- |
| 1.   | Beşiktaş     | 8  | 3 | 3 | 0 | 9  | 3  | 3.000 | 273 | 223 | 1.224 |
| 2.   | Seramiksan   | 7  | 3 | 2 | 1 | 8  | 3  | 2.667 | 247 | 228 | 1.083 |
| 3.   | Balıkesir BB | 3  | 3 | 1 | 2 | 3  | 6  | 0.500 | 192 | 209 | 0.918 |
| 4.   | Manisa BB    | 0  | 3 | 0 | 3 | 1  | 9  | 0.111 | 192 | 244 | 0.786 |

| Promosse in Voleybol 1. Ligi |